# Los Mac's
Los Mac's fue una de las bandas inaugurales de rock chileno fundada en 1962 y que dejó como patrimonio un tema clásico de la música psicodélica de la década del sesenta: «La muerte de mi hermano», compuesta por su coterráneo Payo Grondona.

## Historia
El grupo se inició en 1962 en el barrio de Playa Ancha, como grupo de covers de rock que se revelaba y se oía en algunas radios nacionales. Fue el apellido de los hermanos David y Carlos Mac-Iver (sus primeros exponentes) que le proporcionó el nombre al grupo.
Durante sus años de adolescencia, en Playa Ancha, los hermanos Mac-Iver se reunían frecuentemente con personajes, en ciernes, de la cultura chilena, como son los casos de los cantautores Gitano Rodríguez, Payo Grondona y el poeta Sergio Badilla Castillo.
En 1965, después de tocar en los festivales y en las universidades porteñas, se trasladaron a Santiago, donde conocieron al compositor y tecladista Willy Morales quien compartía las mismas inquietudes musicales y que decide integrarse al grupo y luego incorpora a Eric Franklin. Morales era hijo de artistas y al igual que Franklin, venían de la experiencia de un grupo muy popular (Alan y sus Bates). Ahora con canciones propias el grupo Los Mac’s empieza su nueva etapa que marcará la historia del rock nacional.
Sus singles iniciales se grabaron a partir de 1964, en virtud de un acuerdo con la casa de discos RCA. Esa misma firma musical respaldó el álbum de 1966 Go Go / 22, su primer larga duración, que incluye temas de The Beatles, Rolling Stones, Kinks, Cliff and The Shadows, Bob Dylan y el único tema original «No te comprendo», escrito por Willy Morales. Junto al debut de Los Larks, este es el primer LP hecho en Chile con influencia de la invasión británica del rock.[cita requerida]
Los Mac's recibieron una vigorosa influencia del disco Sgt. Pepper's lonely hearts club band de los Beatles, que los llevó a experimentar en el terreno de la psicodelia, previo a la grabación de su álbum Kaleidoscope Men, editado en diciembre de 1967. Este es, tal vez, su obra más representativa que quedó como legado para la historia del rock chileno.[cita requerida]
En 1968, llevados por la mano de Morales, el grupo decide partir a Europa, con un concierto de despedida en la Universidad Técnica Federico Santa María. Se instalan en la ciudad italiana de Génova, pero por diferentes razones la banda se disuelve al año siguiente.
Sin embargo, el año 2010 marcaría el regreso a la actividad de la banda, con la publicación de El tiempo es lo de menos y una presentación en directo en el Teatro Municipal de Valparaíso.

## Integrantes
Los distintos miembros de la banda fueron los siguientes:
- David MacIver: voz y guitarra (1962-1969)
- Carlos MacIver: voz y bajo (1962-1969)
- Willy Morales: voz y teclados (1965-1969)
- Eric Franklin: batería (1965-1969)

Nueva generación 
- Oscar Horta: batería (2024-)
- Manuel González: guitarra (2024-)
- Rodrigo Vera: bajo (2024-)
- Fernando Alfaro: voz (2024-)

## Discografía

### Álbumes
- 1966 - Go Go / 22
- 1966 - G.G. Session By The Mac's
- 1967 - Kaleidoscope Men
- 1968 - Los Mac's
- 2010 - El tiempo es lo de menos
- 2015 - Regreso a casa

### Sencillos
- 1964 - Miedo de amar / Está bien
- 1965 - Nunca te olvidé / Baila
- 1965 - Nadie / Corazones y flechas
- 1965 - Mundo maravilloso / Alegre sensación
- 1966 - Tarde o temprano / No quiero ser tu amor
- 1967 - Guide Me To Your Life / The Wanderer
- 1967 - La muerte de mi hermano / Through the Glass